# Guding, Guangdong
Guding (kinesiska: 古丁) är en köping i sydöstra Kina. Den ligger i Gaozhou i staden Maoming i provinsen Guangdong, omkring 240 kilometer sydväst om provinshuvudstaden Guangzhou. Antalet invånare är 24 191. Befolkningen består av 11 643 kvinnor och 12 548 män. Barn under 15 år utgör 31 %, vuxna 15-64 år 56 %, och äldre över 65 år 11,0 %.